# クロアチアサッカー連盟
クロアチアサッカー連盟（クロアチアサッカーれんめい、クロアチア語: Hrvatski nogometni savez, 英語: Croatian Football Federation）は、クロアチアにおけるサッカーを統括する競技運営団体。略称はHNS。国際サッカー連盟（FIFA）と欧州サッカー連盟（UEFA）に加盟している。